# Сборная Кабо-Верде по футболу
Сбо́рная Ка́бо-Ве́рде по футбо́лу представляет Кабо-Верде в международных матчах и турнирах по футболу. Управляющая организация — Кабо-вердианская федерация футбола.

## История
Кабо-вердианская федерация футбола была основана в 1982 году. Сборная всегда относилась к числу самых слабых сборных Африки и мира. Однако в последние годы очевиден прогресс футбола в стране — отдельные игроки стали выступать за средние клубы высших дивизионов таких стран, как Испания, Англия, Португалия, а в 2013 году сборная впервые в своей истории прошла финальный этап Кубка африканских наций и прошла в стадию плей-офф Кубка африканских наций.

### Чемпионат мира
- 1930 — 1998 — не принимала участия
- 2002 — 2022 — не прошла квалификацию

### Кубок африканских наций
- 1957 — 1992 — не принимала участия
- 1994 — Не прошла квалификацию
- 1996 — снялась с соревнований
- 1998 — не принимала участия
- 2000 — 2012 — Не прошла квалификацию
- 2013 — 1/4 финала
- 2015 — групповой этап
- 2017 — Не прошла квалификацию
- 2019 — Не прошла квалификацию
- 2021 — 1/8 финала
- 2023 — 1/4 финала
- 2025 — Не прошла квалификацию

## Стадион
Команда проводила домашние матчи на «Эштадиу да Варзеа» (порт. Estádio da Várzea), который расположен в столице Кабо-Верде. Стадион был открыт в 2006 году и вмещает 8 000 человек. В 2014 году был открыт новый Национальный стадион там же в Прае, который вмещает 15 000 человек. Стоимость строительства составила около 12 млн евро.

## Состав сборной
Следующие игроки были вызваны в состав сборной на Кубок африканских наций 2021. Матчи и голы указаны по состоянию на 16 ноября 2021 года.
| Имя               | Дата рождения             | Клуб                | Матчи   | Голы    |
| Вратари           | Вратари                   | Вратари             | Вратари | Вратари |
| ----------------- | ------------------------- | ------------------- | ------- | ------- |
| Возинья           | 3 июня 1986 (38 лет)      | АЕЛ (Лимасол)       | 56      | 0       |
| Марсиу Роза       | 23 февраля 1997 (28 лет)  | Монталегри          | 2       | 0       |
| Кевен Рамос       | 1 января 2002 (23 года)   | Минделенсе          | 0       | 0       |
| Защитники         |                           |                     |         |         |
| Стопира           | 20 мая 1988 (36 лет)      | МОЛ Фехервар        | 46      | 3       |
| Джеффри Фортес    | 22 марта 1989 (35 лет)    | Де Графсхап         | 22      | 0       |
| Карлуш Понк       | 13 января 1995 (30 лет)   | Истанбул Башакшехир | 23      | 0       |
| Дилан Тавареш     | 30 августа 1996 (28 лет)  | Ксамакс             | 8       | 1       |
| Стивен Фортес     | 17 апреля 1992 (32 года)  | Остенде             | 9       | 0       |
| Стив Фуртадо      | 22 ноября 1994 (30 лет)   | Берое               | 8       | 0       |
| Роберто Лопес     | 17 июня 1992 (32 года)    | Шемрок Роверс       | 8       | 0       |
| Дини              | 17 января 1995 (30 лет)   | ФАР                 | 6       | 0       |
| Полузащитники     |                           |                     |         |         |
| Кенни Роша Сантос | 3 января 2000 (25 лет)    | Остенде             | 11      | 0       |
| Марко Соареш      | 16 июня 1984 (40 лет)     | Арока               | 52      | 3       |
| Патрик Андраде    | 9 февраля 1993 (32 года)  | Карабах             | 9       | 0       |
| Нуну Боржеш       | 31 марта 1988 (36 лет)    | Каса Пия            | 8       | 0       |
| Жамиру Монтейру   | 23 ноября 1993 (31 год)   | Сан-Хосе Эртквейкс  | 16      | 1       |
| Жуан Паулу        | 26 мая 1998 (26 лет)      | Фейренсе            | 1       | 0       |
| Ненасс            | 5 июля 1995 (29 лет)      | Олесунн             | 1       | 0       |
| Нападающие        |                           |                     |         |         |
| Райан Мендеш      | 8 января 1990 (35 лет)    | Ан-Наср (Дубай)     | 55      | 12      |
| Жулиу Тавариш     | 19 ноября 1988 (36 лет)   | Аль-Фейсали (Харма) | 42      | 6       |
| Гарри Родригеш    | 27 ноября 1990 (34 года)  | Олимпиакос (Пирей)  | 38      | 6       |
| Джанини           | 21 марта 1991 (33 года)   | Трабзонспор         | 32      | 5       |
| Жилсон Тавареш    | 29 декабря 2001 (23 года) | Эшторил-Прая        | 4       | 0       |
| Лисандро Семедо   | 12 марта 1996 (28 лет)    | Фортуна (Ситтард)   | 8       | 1       |
| Уиллис Фуртадо    | 4 сентября 1997 (27 лет)  | Йерв                | 3       | 0       |
| Вилли Семедо      | 27 апреля 1994 (30 лет)   | Пафос               | 3       | 0       |

## Форма

### Домашняя
| КАН-2013 · 2013—2015 | КАН-2015 · 2015—2018 | 2018—2020 | 2020—2022 | КАН-2021 · 2022—2024 | КАН-2023 · 2024—н. в. |

### Гостевая
| КАН-2013 · 2013—2015 | КАН-2015 · 2015—2018 | 2018—2020 | 2020—2022 | КАН-2021 · 2022—2024 | КАН-2023 · 2024—н. в. |

### Резервная
| 2022—2024 | 2024—н. в. |

Источники:,